# Lončarica
 Ovo je glavno značenje pojma Lončarica. Za planinski vrh na Bilogori pogledajte Lončarica (Bilogora).
Lončarica je naselje u Republici Hrvatskoj, u sastavu Grada Grubišnog Polja, Bjelovarsko-bilogorska županija. 

## Stanovništvo
Prema popisu stanovništva iz 2001. godine, naselje je imalo 110 stanovnika te 44 obiteljskih kućanstava.
Prema popisu stanovništva iz 2011. godine, naselje je imalo 79 stanovnika.
| broj stanovnika | 137   | 156   | 142   | 298   | 361   | 405   | 413   | 452   | 230   | 288   | 284   | 238   | 220   | 199   | 110   | 79    | 62    |
|                 | 1857. | 1869. | 1880. | 1890. | 1900. | 1910. | 1921. | 1931. | 1948. | 1953. | 1961. | 1971. | 1981. | 1991. | 2001. | 2011. | 2021. |